# 나라별 고천문학 유적지 목록
나라별 고천문학의 사용을 주장하는 유적들에 대한 목록은 다음과 같다. 클라이브 러글스와 미첼 코트는 최근 세계의 주요 유적지 목록을 제공하는 유적지와 세계 각국의 유적지 목록을 편집했다.

## 과테말라
- 티칼
- 우악삭툰

## 네덜란드
- 네덜란드 동부에 위치한 푼넬비커 문화 거석 무덤은 월출을 관측한 걸 수도 있다.[2]

## 대한민국
- 대한민국 경주에 있는 고대 관측소 첨성대

## 독일
- 고세크 원
- 글라우베르크
- 마그달레네베르크 (분쟁 중)[3]

## 러시아
- 아르카임

## 루마니아
- 사르미체게투사 레기아

## 마케도니아 공화국
- 코키노는 쿠마노보 근처의 Tatićev Kamen 정상에서 해발 고도 1030 m에 위치해 있다.

## 몰타
- 몰타의 거석 신전
- 므나이드라

## 멕시코
- 칼락물
- 칸토나
- 카사스 그란데스
- 치첸 이트사, 카라콜은 문과 창문이 천문학적인 사건, 특히 금성의 경로를 따라 천문을 가로 질러 갈수록 원형 천문대로 이론화된다.[4] 엘 카스티요의 주요 피라미드에는 고천문학 기능이 있다.
- 코바
- 치빌찰툰, 춘분에, 태양은 상승하여 사원의 한 창문을 통해 직접적으로 빛난다.
- 이킬, 태양 천정의 날의 일출이 이킬 동굴 1의 관측 지점에서 본 이킬 구조물 1의 정상과 일치하는 성현.[5]
- 이사말
- 미틀라
- 몬테 알반, 천정 관
- 팔렝케
- 라 퀘마다
- 엘 타진
- 테오티우아칸, 조사표시로 뾰족한 원
- 툴룸
- 욱스말, "주지사의 궁전"의 금성 조정
- 쇼치칼코, 천정 관
- 야굴

## 미국
- 뉴햄프셔주 내 아메리카의 스톤헨지
- 앤더슨 (인디애나주), 앤더슨 마운즈
- 빅혼 메드신 휠
- 카호키아, 수많은 태양열 및 기타 배수가 있는 대형 미시시피 문화 위치
  - 언덕 72, 하지 해돋이/겨울 일몰 정렬된 고분
- 애리조나, 스프링거빌, 카사 말파이스 고고학 위치. 정오와 일몰에 하지.
- 차코 캐니언, 기본 방위, 자오선 정렬, 상호읍 정렬
- 파고사 스프링스 (콜로라도) 근처, 돌기둥 고고학 지역
  - 지점을 표시하는, 차코 캐니언 내 파하다 언덕 꼭대기 3판 위치[6]
- 메사 버드 국립 공원 내 절벽 궁전[7]
- 코만치 국립 초원지 안 픽처 캐니언 (콜로라도)에 균열 동굴
- 레바논 (일라노이 주), 에메랄드 무덤과 마을 지구
- 워싱턴주 베인브리지 섬의 핼리츠
- 호번위프 성[8]
- 호번위프 국가 기념물 내 성스러운 지점판
- 오하이오주 내 무어헤드 원, 수목 원
- 옥타곤 토루[9]
- 서펀트 마운드
- 워싱턴주 나치스 자국 근처 하늘돌
- 새크러멘토 산맥 (뉴 멕시코) 내 월리의 돔[10]

## 불가리아
- 마구라 동굴, 청동기 시대 "한 달에 날짜를 계산하는 데 쓰인 지그재그 모양의 검은색과 흰색 사각형의 그림", 아마도 태양 열대 연의 일수를 나타낸다.[11]

## 브라질
- 칼코에네 ("아마존 스톤헨지"로 불린다)

## 스웨덴
- 알레의 돌
- 고틀란드 홈

## 스위스
- 주 요비스

## 시리아
- 골란고원

## 아르메니아
- 조라츠 카레르 (aka 카라훈게), 많은 사람들이 천문학적인 중요성을 가지고 있다고 주장하는 고고학 유적지.

## 아일랜드
- 브루 나 보너, AKA 뉴그레인지, 1년에 한 번, 동지에서, 떠오르는 태양은 약 17분 동안 공간으로의 긴 통로를 따라 직접 비추고 공간 바닥을 비춘다.[12]
- 노스
- 도스
- 로프크루
- 캐로킬
- 인질의 언덕
- 드롬베그 돌 원, 동지에, 태양은 두 개의 멀리 겹쳐진 언덕에 의해 형성된 v자로 놓아져 제단석과 두 개의 주요 직립과 정렬된다. 부지와 서쪽 언덕의 특성상 현지 일몰은 약 15:50.
- 벨터니 돌 원

## 영국
- 볼로크로이
- 캘러니시 돌
- 메이즈하우, 동지에 비치는, 중앙실의 후면 벽, 즉 5 야드 광장의 거친 입방체가 버팀대가 달린 벽으로 고정되어 동지에 조명되도록 정렬된다.[13]
- 선사 오크니
- 스톤헨지
- 우드헨지

## 오스트레일리아
- 노트 노트 구전 전통은 이러한 조각이 음력 순환을 나타낸다.[14]
- 우르디 요앙, 태양 정렬이 가능한 돌 배열.[15]

## 온두라스
- 코판 루이나스 [깨진 링크(과거 내용 찾기)]
- 엘 푸엔테

## 이란
- 페르세폴리스
- 낙셰 러스탐

## 이스라엘
- 루즘 엘히리, 골란고원의 고대 거석 기념물.

## 이집트
- 아부 심벨, 사원의 축은 고대 이집트 건축가들에 의해 일년에 두 번, 10월 20일과 2월 20일 태양의 광선이 성소를 관통하고, 항상 어둠 속에 남아 있는, 저승과 연결된 신, 프타의 동상을 제외하고, 뒷벽에 조각을 비추는 방식으로 배치되었다.[16][17]
- 대피라미드
- 납타 플라야

## 이탈리아
- 알라트리
- 누라게

## 인도
전체 목록은 클라이브 러글스와 미첼 코트가 편집한 ICOMOS 책의 인도 장을 참조. 다음 위치가 포함된다:
- 브라흐마기리
- 하남사가르
- 우다야기리
- 바라나시의 태양 신전
- 비자야나가르
- 잔타르 만타르
- 갸라흐 시디

## 인도네시아
- 보로부두르
- 프람바난

## 중국
- 푸양 무덤, BP 5000년부터 시작된, 별자리의 모자이크 묘사.[20]

## 캄보디아
- 앙코르 와트
- 프놈 바켕, École Française의 Jean Filliozat에 따르면, 중앙탑은 세계의 축을 나타내고 108개의 작은 탑은 각각 27일의 4개의 달 단계를 나타낸다.[21]

## 캐나다
- 페트로폼
- 메드신 휠

## 케냐
- 나모라툰가

## 콜롬비아
- 엘 인피에르니토, (스페인어로 "작은 지옥")은 콜롬비아의 보야카 주, 빌라 데 레바 교외에 위치한 콜럼버스 이전 무이스카 위치이다. 그것은 멘히르 (직립한 선돌)의 설정을 둘러싼 여러 보루로 구성되어 있다; 여러 매장 고분도 존재한다. 이 장소는 종교 의식과 영적 정화 의식의 중심지였으며 초보적인 천문 관측소로도 사용되었다.

## 터키
- 괴베클리 테페

## 파키스탄
- 라호르성

## 페루
- 부에나 비스타
- 찬킬로
- 쿠스코
- 마추 픽추
- 나스카 지상화
- 초퀘키라오
- 올란타이탐보

## 포르투갈
- 알멘드레스 크롬레크
- 안타 그란데 도 잠부제이로
- 쿤타 바익사의 돌멘

## 프랑스
- 카르나크 열석

## 핀란드
- 거인의 교회 (Finn. jätinkirkko)라고 불리는, 신석기 시대 (약 기원전 3000-1800년)에 지어진 20m에서 70m 이상의 긴 직사각형 또는 타원형 돌 울타리에는 지점의 해돋이 및 일몰을 비롯한 기타 일정이 중요한 날의 축과 출입구 방향이 있다. 예를 들어, 최대 거인의 교회 중 하나인 라헤의 카스텔리는 한여름의 일몰, 동지 일출, 동지의 일몰, 중반 일의 해돋이 5월 초 (발푸르기스, 벨타이네)와 8월 (람마스)의 일출 뿐만 아니라 일출은 기원전 2500년 춘분 11일 전부터 시작된다.[22][23]

## 같이 보기
- 위치 별 거대 조각 목록
- 이집트 피라미드 목록
- 거석 위치 목록
- 멘히르 목록
- 메소아메리카 피라미드 목록
- 로마 다리 목록
- 로마 돔 목록
- 조각상 목록
- 높이 별 조각상 목록
- 미국 내 가장 큰 조각상 목록
- 세계에서 가장 큰 돔 목록
- 새로운 세계 7대 불가사의